# Gibara
Gibara est une ville et une municipalité de Cuba dans la province de Holguín.

## Géographie

### Situation
Gibara se trouve dans le sud-est de l'île de Cuba, dans le nord de la province de Holguín, sur la côte nord de l'île. 
Par la route elle se trouve à 
768 km sud-est de La Havane, 
36 km nord-est de sa capitale de province Holguín, et 
177 km nord de Santiago de Cuba, la principale ville du sud de l'île.
La côte de la municipalité, longue de quelque 30 km, se termine côté est par la baie de Gibara qui borde la ville.

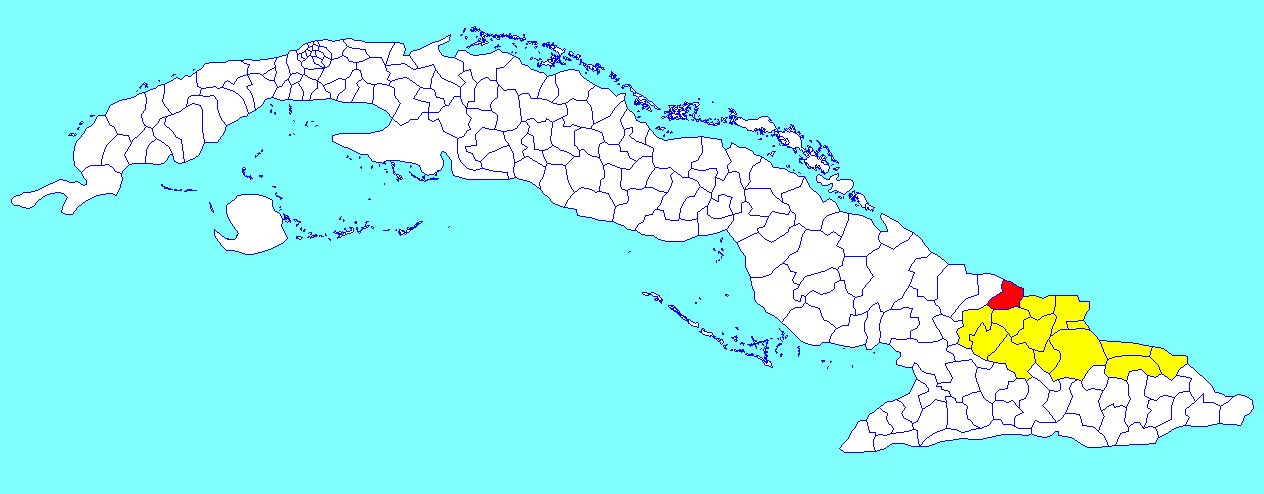
Gibara dans la province de Holguín

### Divisions administratives
La municipalité comprend dix consejos populares :
- Gibara 1
- Gibara 2
- Velasco 1
- Velasco 2
- Caletones(Costa Sierra)
- Bocas
- Arroyo Seco
- Cañada de Melones
- Uñas
- Floro Pérez

## Population
En 2022, la population était estimée à 69 451 habitants ; pour une surface de 619,4 km2, la densité de population est de 112,1 habitants/km².

## Personnalités nées à Gibara
- Guillermo Cabrera Infante, écrivain, né en 1929

## Jumelages
El Prat de Llobregat (Espagne)